# Abrao
Abrao – u Akanów androgyniczne bóstwo planety Jowisz obdarzające urodzonych w czwartek bohaterstwem.